# Uetze
Uetze è un comune di 20.265 abitanti della Bassa Sassonia, in Germania.
Appartiene alla regione di Hannover (targa H).

## Geografia antropica

### Suddivisioni amministrative
Oltre al capoluogo, comprende le frazioni (Ortschaft) di Altmerdingsen, Dedenhausen, Dollbergen, Eltze, Hänigsen, Katensen, Obershagen e Schwüblingsen.